# 中華民國婦女聯合會
中華民國婦女聯合會（簡稱婦聯會）是中華民國政治及社會團體，1950年由蔣宋美齡發起成立。原名中華婦女反共抗俄聯合會、中華婦女反共聯合會，1996年更為現名。20世紀中期，婦聯會致力團結全國婦女力量，興建軍宅、服務軍眷、保障婦女權益，晚近亦從事其他公益活動。該會因威權時期之創始黨政背景及財產經費來源而招致爭議，並遭認定曾是中國國民黨實質控制的附隨組織。

## 歷史

### 早年發展

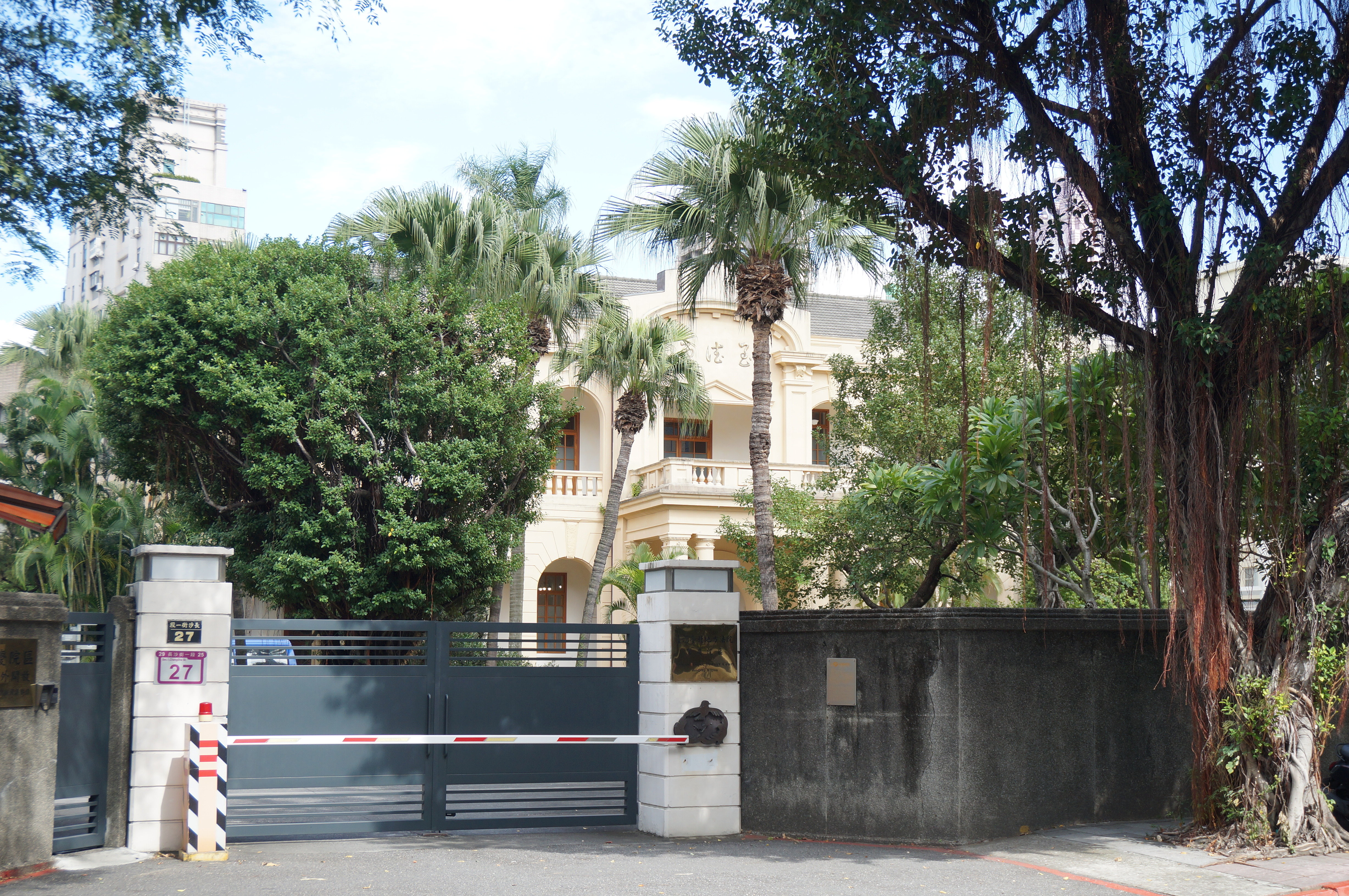
婦聯總會舊址，現為臺灣臺北地方法院寶慶院區

1950年4月17日，時任中華民國第一夫人蔣宋美齡成立「中華婦女反共抗俄聯合會」，彼時幹部多為中華民國國軍將領夫人。婦聯會成立目的在團結全國婦女以照顧軍眷，使其前線將士無後顧之憂而能專心抗敵，具體事蹟包括成立縫衣工廠、母職講習班，以及播放勞軍電影與捐建眷舍等；其中在捐建眷舍方面，該會總計協助建立了176個眷村，佔眷村總數的五分之一。1964年，因中華人民共和國與蘇聯交惡更名為「中華婦女反共聯合會」。極盛時期，婦聯會共有34個機關學校分會、23地方縣市分會與3個海外分會，底下尚有349個各縣市所屬支會、133個直屬眷村工作隊與5個學校工作隊，會員人數高達25萬人。1990年2月8日，婦聯會依《人民團體法》向內政部立案為政治團體。1996年，更名「中華民國婦女聯合會」至今。
太陽花學運期間，時任婦聯會主任委員、總統府資政辜嚴倬雲以婦聯會名義買下《聯合報》頭版廣告，呼籲反服貿同學回家，把剩餘的問題留給專業人士處理。婦聯會表示，廣告沒有傾向支持或反對服貿，而是基於關心學生的立場，由常委會一致討論通過。

### 財產爭議
近年，婦聯會因坐擁大量財產，且早年經費多來自中國國民黨執政時期政府徵收轉交之勞軍捐，引發「黨政不分」爭議。早在2003年，民主進步黨執政的陳水扁政府曾接觸辜振甫，要求婦聯會「基金保管委員會」700億元左右資金國家化，並提出兩方案：一為將700億元收歸國有挪做社會福利之用，另一案是由婦聯會拿出大部份資金買國家公債支持政府建設，但均不被接受。蔡英文政府上臺後，2016年7月6日，因婦聯會之業務及財務具有延續性，內政部認為婦聯會自應提供勞軍捐資料，並主動對外清楚說明其收支情形，並立即依立法院相關決議，多次函請婦聯會報送勞軍捐及相關財務決算書表，但婦聯會未配合提供，隨後內政部以婦聯會未提供資料為由處予警告處分。2017年2月16日，婦聯會主委辜嚴倬雲表示，所謂的「勞軍捐」，是進出口商業同業公會的捐款，不是國家的稅捐。當時主要工作，是幫國軍興建眷舍，讓國軍官兵沒有後顧之憂，另外就是幫忙照顧許多當時的孤兒。 。隔日內政部表示婦聯會應主動對外說明勞軍捐收支情形及財務狀況。婦聯會律師則表示，勞軍捐款是「民間捐款」，不是行政部門分配的國家資源，黨產會對勞軍捐係「不樂之捐」的主觀認定，前提錯誤。。義守大學公共政策與管理系助理教授吳明孝表示，蔣宋美齡為前總統與國民黨總裁蔣中正夫人，兩人在權力上凌駕該黨中常會，因此從「強人政治」的角度出發，「國民黨與婦聯會都是蔣家附隨組織」；前考選部部長董保城則認為，不能以蔣宋美齡身兼多重身分，而認定婦聯會就是附隨組織。2017年12月22日，內政部撤免婦聯會主任委員、副主任委員，再要求婦聯會按《政黨法》第43條第2項規定，於該法施行後2年內，也就是2019年12月7日前完成章程修正，轉換為政黨。
因無法交代勞軍捐流向，婦聯會向行政院成立之不當黨產處理委員會簽署備忘錄，同意捐出新台幣343億元給國庫，且旗下4個基金會將完成董事會改選，納入社會公益人士等，但最終並未與黨產會簽署行政契約。黨產會發言人施錦芳說，「婦聯會不是生產單位，一個基金會能有如此龐大的資產，就是因為過去在威權體制下跟執政的國民黨有強烈連結，才有可能徵收勞軍捐，累積財富，聽證會時的學者專家都有相關看法。」自2018年1月底開始，黨產會陸續獲報，指婦聯會主委辜嚴倬雲派秘書李潔梅重回主委辦公室取走物品，黨產會隨即在行政契約破局後，直搗婦聯會總部取回2006年至今的資料，卻發現過往的資料早已不在會內，為釐清誰指示銷毀資料，2018年2月6日開始，黨產會已先後約談數十名婦聯會職員。此外，已被約談的婦聯會各處組職員也透露，自2017年5月開始，辜嚴倬雲即曾交代各處組，打包及裝箱資料，會內職員還購買超過170多個紙箱，交由總務組長朱愛娜負責在紙箱右上角貼色紙進行分類；對於銷毀資料的流程及存放地點，汲宇荷也曾請示過辜嚴倬雲，最後在辜嚴倬雲的么女辜懷如、二女兒辜懷箋的提議下，才將資料搬到台泥大樓倉庫存放。2017年11月底之後，辜家又將資料移至嘉新大樓，不久即開始銷毀；劉凱理被黨產會約談時已坦承，起初是他和辜懷如兩人用碎紙機碎資料，期間辜懷如出國，才另找兩名員工一起銷毀，碎紙已被當成垃圾處理。婦聯會更趁三八五億元財產未被黨產會凍結前，先將婦聯會全部員工資遣或強制退休，無論年資長短一律加發十二個月薪水資遣費，再將原班人馬全部回聘，副秘書長汲宇荷光資遣費便高達一四四萬餘元，至今仍坐領十二萬元高薪。
2018年2月1日，黨產會鑑於婦聯會過往受國民黨實質控制其人事、財務及業務經營，且非以相當對價轉讓而脫離國民黨實質控制，依《政黨及其附隨組織不當取得財產處理條例》相關規定，正式認定婦聯會為國民黨的附隨組織，並凍結名下包括現金逾385億元等資產，須經黨產會同意才可動用。婦聯會不服黨產會認定其是國民黨的附隨組織並凍結資產，向臺北高等行政法院提起撤銷黨產會處分的行政訴訟，並聲請停止執行。婦聯會並表示，婦聯會僅為勞軍捐款受撥單位之一而非唯一，當初婦聯會因興建軍宅（眷舍及職務官舍）及辦理各項勞軍業務，獲撥總額為65億（佔勞軍捐款38%），其餘為軍方單位60億（佔34%），軍友社及相關30億（佔18%），進出口公會16億（佔9%）。。2018年11月7日婦聯會收到北高行裁定書，裁定在司法院大法官會議針對黨產條例爭議條文做出解釋之前，停止全案審判。這是繼國民黨中央投資、欣裕台兩公司黨產行政訴訟後，北高行再度停止黨產案訴訟的審理。11月28日，台北高等行政法院裁定，黨產會在本件訴訟定讞前，不能凍結婦聯會名下385億元資產，等同讓婦聯會凍結財產全面解凍。對此，婦聯會感到欣慰，黨產會則表示不能接受，將提抗告。12月7日，黨產會向最高行政法院提起抗告。最高行政法院12月13日撤銷北高行原裁定，黨產會抗告成功，駁回婦聯會停止凍結聲請確定，針對婦聯會聲請許可處分案件，黨產會將視需要依法恢復審議。
2019年3月，黨產會根據調查指出，過去國民黨透過執政優勢地位，協助婦聯會取得進口附徵勞軍款（即「勞軍捐」）等作為營運經費，以「進口結匯1美元、附徵5角台幣」之方式，強制全國繳納此勞軍捐長達30餘年，本質與稅捐無異，卻無任何法令依據，收支情況均無從考查，甚至違反當時的《統一捐募運動辦法》。因此，黨產會依《政黨及其附隨組織不當取得財產處理條例》，認定婦聯會財產除「保管委員會經費」外為不當取得（其中含381億現金存款及股票，以及公告現值約6億之不動產等），下令沒收該會99.3％的財產，於4月18日前移轉國有。婦聯會隨即提起聲請停止執行訴訟，經臺北高等法院准予停止。黨產會不服上訴，經最高法院駁回抗告，停止執行確定。2019年10月16日，婦聯會內部以六十一票對九票決議不轉型為《人民團體法》與《政黨法》定義下的「政黨」。2019年12月26日，台北高等行政法院二審就「內政部106年底撤換婦聯會主委辜嚴倬雲」一案二審宣判辜嚴倬雲及婦聯會敗訴，還可上訴。由於政黨審議會已經做出決議給予政黨4個月的補正期限，內政部也同樣給婦聯會4個月的轉換期，如果婦聯會仍未在期限內轉換為政黨，將依法廢止立案。2020年2月，黨產會又根據過往檔案紀錄，查出台灣省進出口公會、高雄市進出口公會在1987年停止繳納勞軍後，婦聯會與中華民國軍人之友社於1990年共同發文向台灣省進出口公會、高雄市進出口公會催繳1987年及1988年的勞軍捐，且1991年婦聯會又再度催款，同年3月黨產會公布婦聯會向台灣省進出口公會催繳勞軍捐的律師函。婦聯會對此則回應，催款兩年份的勞軍捐，係因「已由進出口公會代為收受並取得婦聯會交付收據之款項，請該會交付以做為原先預定的勞軍之用，本屬正當，婦聯會於公會未回應後改委請法律顧問以律師函函告聯合會撥付，亦屬合法有據」。
2020年4月27日，因婦聯會未依《政黨法》轉為政黨，內政部正式依法公告廢止婦聯會立案，婦聯會隨即於5月1日向行政院訴願委員會提起訴願，並將另向台北高等行政法院聲請停止執行，同月27日，法院裁定除不得再用政治團體名義收受政治獻金外，其餘行政處分均停止執行。2021年，婦聯會總部「美齡樓」房地被黨產會認定不當黨產；婦聯會至2022年6月尚未搬遷，也未繳每月106萬餘元使用補償金，財政部國有財產署台北分署已向台北地方法院提起民事訴訟。
2024年11月中，臺北高等行政法院認定，婦聯會自1959年初勞軍捐開徵至2004年底報稅資料明確為止，曾為國民黨的附隨組織；並判決婦聯會以歷年所取得勞軍捐款及軍眷住宅捐款相當對價，給付國庫新臺幣178.9億元後，方得脫離附隨組織地位。

## 活動

### 興建軍宅

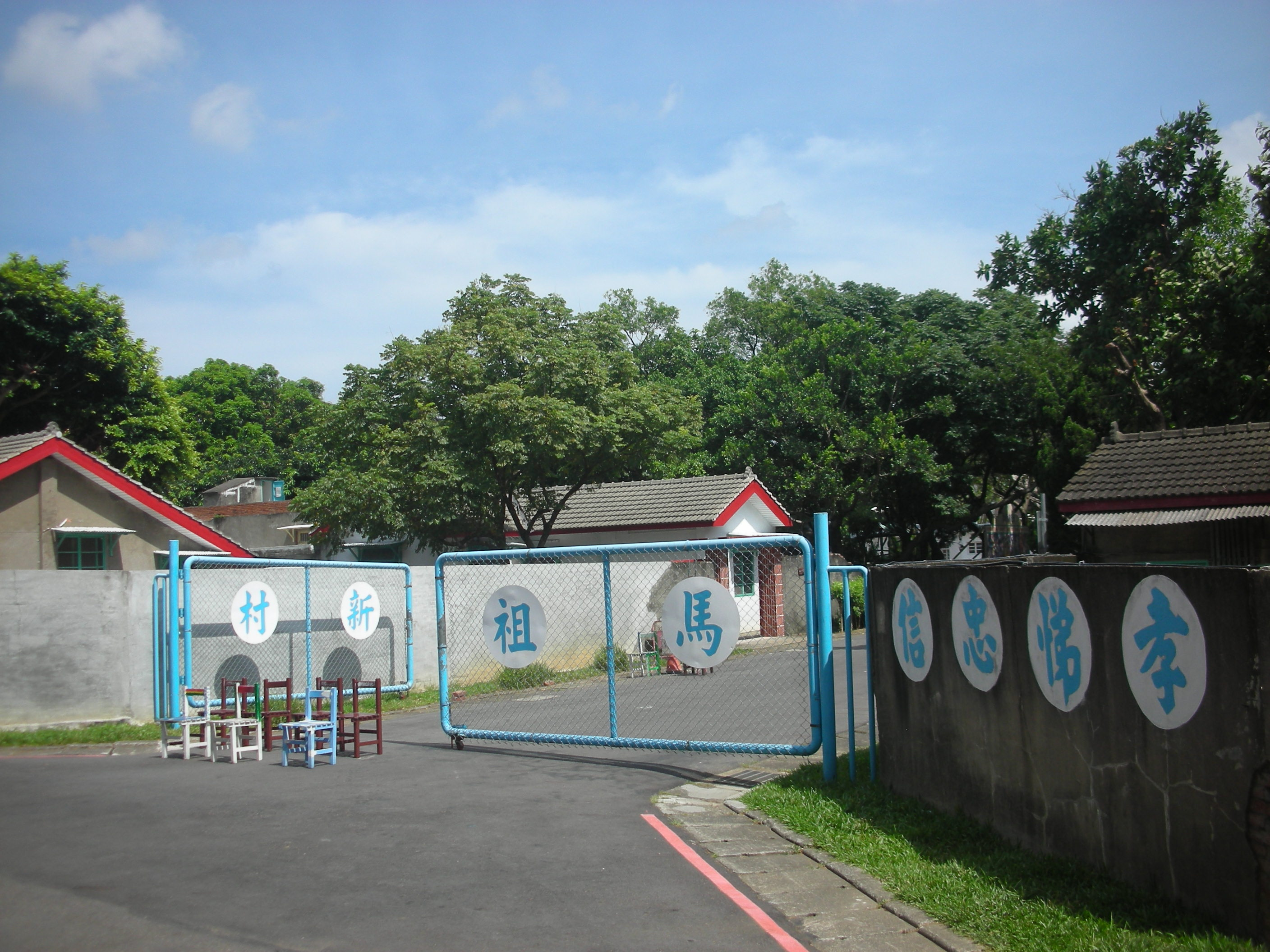
桃園市中壢區龍岡的馬祖新村，由婦聯會為駐守馬祖軍人與軍眷興建，為婦聯會陸軍第一軍團分會舊址。

婦聯會在1957年到1992年之間辦理18期眷村籌建的募款活動，前面10期（1957年－1967年）以木造平房為主，共38,120戶；之後8期（1975年－1992年）則主要興建四、五層樓左右的鋼筋水泥公寓，共13,440戶，十八期總計興建了51,560戶。婦聯會在歷年軍宅專案的總收入是139億元，用掉的錢是98億元，剩餘款是40.6億元，總計興建53,026戶軍眷舍。

### 服務軍眷
眷村工作隊為婦聯總會底下組織，主要是協助在眷村推行婦聯會的相關事務，還有在眷村成立一些如土風舞、烹飪、插花等研習班，大型眷村的工作隊還會到營區勞軍。初期位階與地方縣市分會相等，通常是在婦聯會捐建的百戶以上眷村才會設置。1984年時改隸各軍團婦聯分會，成為眷村自治的一部份。工作隊隊長或總幹事由眷村自治會提名即可，不用像過去推定三名候選人後進行選舉。此外，過去工作隊隊長或總幹事在就任前需至政工幹校的眷村幹部訓練班受訓三個月，研習三民主義與政治思想課程，此外還得出操上課，早晚跑3,000公尺等。
婦聯會底下還曾設有電影放映隊，負責撥放勞軍電影，歷年累計放映3,377場，觀看人數約有226萬7,529人。

### 慈善公益
1991年後，台灣經濟快速發展，軍人待遇也獲得顯著改善。婦聯會陸續成立婦聯社會福利基金會、婦聯聽障文教基金會、宋美齡兒童血癌研究中心、慈暉長青關懷站之外，直接及間接服務的領域遍及教育、文化、醫療、賑濟、婦女、弱勢、身心障礙、兒童與青少年福利、國民外交等。默默發揮安定社會與促進社會和諧發展的功能。遇有國內外急難，如南亞海嘯、莫拉克風災、福島核災等，婦聯會皆有出錢出力，致上愛與關懷；近年來，婦聯會則協助2018年花蓮震災災後重建、普悠瑪翻車重大傷亡慰助、以及關懷慰問軍警消人員等工作。
不過，婦聯會提供黨產會民國96年至105年的捐款清單逾100筆中，亦曾捐助國民黨的民生建設基金會、身心障礙者保護基金會、部分國民黨籍立委、議員候選人等，達新台幣6億餘元，甚至共捐贈2億3,682萬5,000元給台北新劇團、辜公亮文教基金會及聖約翰科技大學等辜家相關團體。

## 外部連結
- 中華民國婦女聯合會 （页面存档备份，存于）（繁體中文）